# Alstom Prima

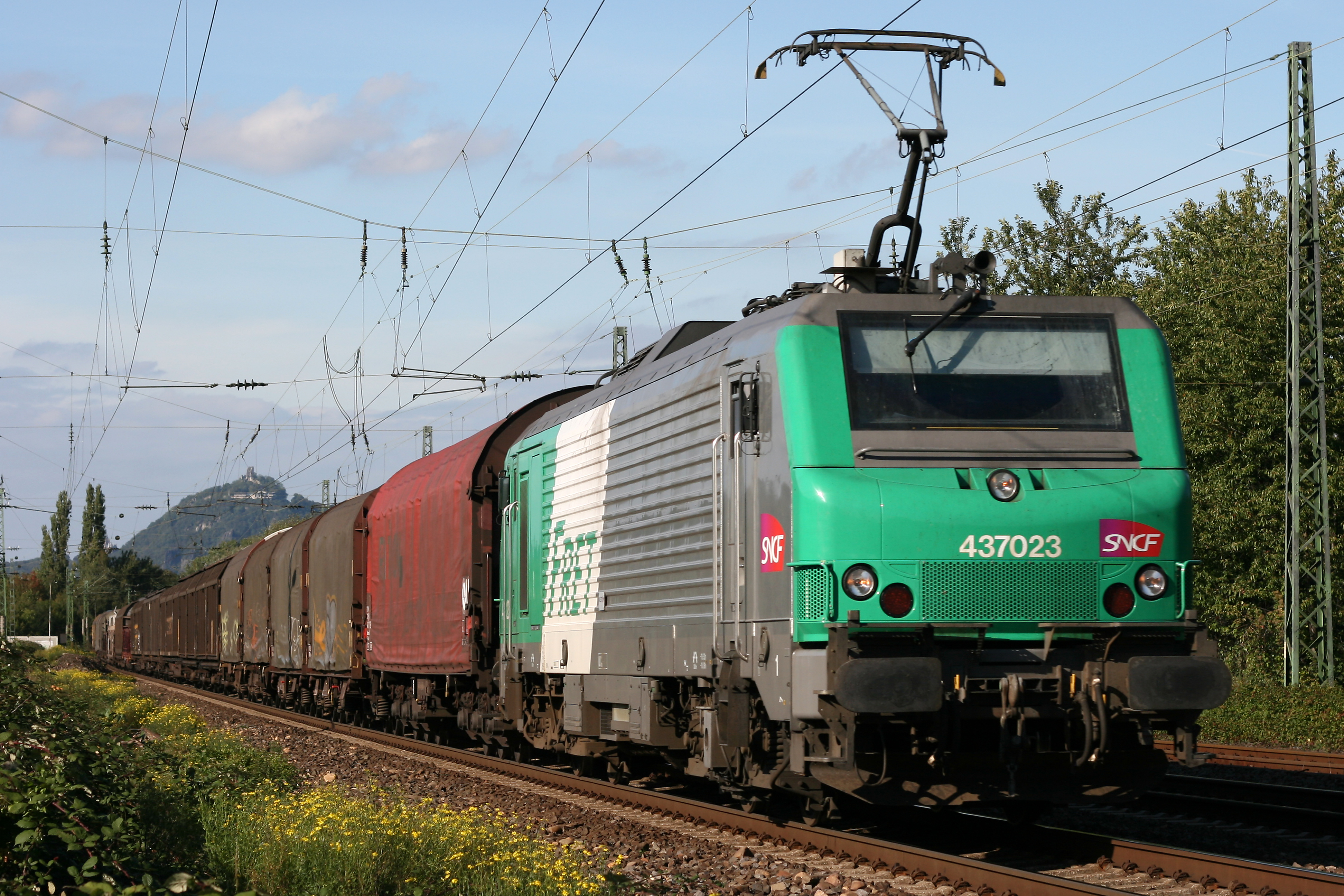
SNCF BB 37000

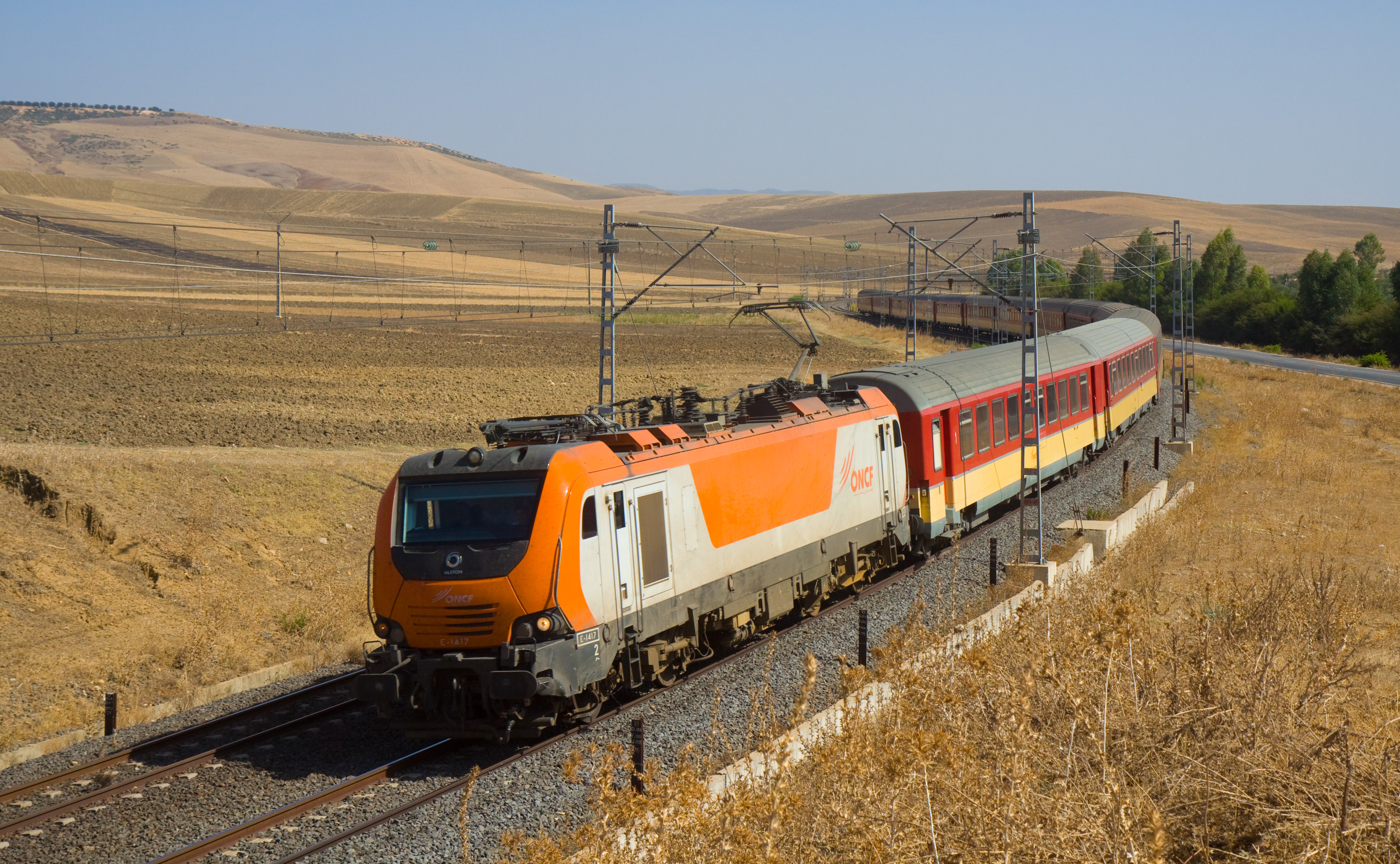
E 1400 (Prima II) der ONCF

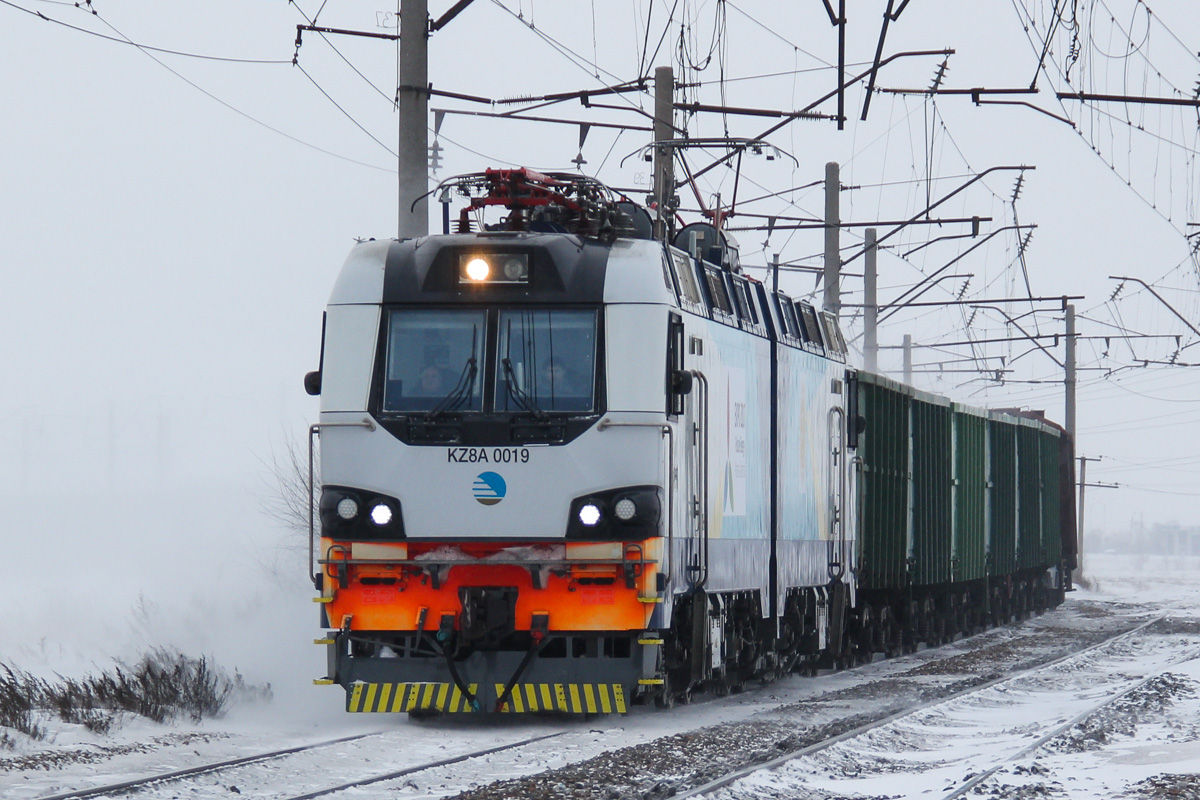
KZ8A (Prima T8) in Kasachstan

Die Prima ist eine Lokomotivfamilie des französischen Herstellers Alstom. Zunächst gehörten ausschließlich Elektrolokomotiven zu dieser Familie, ab 2006 wurde sie um eine gemeinsam mit Siemens entwickelte Diesellokomotive ergänzt. Seit 2008 werden die Nachfolgemodelle Prima II produziert.

## Prima I
Folgende Lokomotiven gehören der Prima-I-Lokfamille an.

### Elektrische Lokomotiven Europa
Alstom Prima EL2U/4
SNCF BB 27000 (Zweisystem: 1,5 kV= und 25 kV~), Güterverkehr in Frankreich; 180 Stück.
Alstom Prima EL3U/4
SNCF BB 37000, Veolia BB 37500 (Dreisystem: 1,5 kV= sowie 15 kV~ und 25 kV~) Güterverkehr in Frankreich und Deutschland; 60 Stück SNCF, 17 Stück Veolia.
Alstom Prima EL4U/4
SNCF BB 47000 (Viersystem: 1,5 kV= und 3 kV= sowie 15 kV~ und 25 kV~), Versuchslok, europaweiter Güterverkehr.
Alstom Prima EL2P/4
SNCF BB 27300 (Zweisystem: 1,5 kV= und 25 kV~), Vorortzüge in der Region Ile-de-France; 67 Stück.
Die Lokomotiven für den Güterverkehr sind in der Regel nicht mit Anschlüssen für die Speisung der Zugsammelschiene ausgerüstet, die UIC-Leitungskupplungen liegen auf Höhe der Pufferbohlen.

### Elektrische Lokomotiven China
Alstom Prima EL1U/D4
CR HXD2 (25 kV~), Doppellok; 180 Stück.
Alstom Prima EL1U/6
CD DJ8 (25 kV~), sechsachsig; 500 Stück.

### Diesellokomotiven Europa
Alstom Prima DE 33 B AC
SNCF BB 75000, Diesellok; 433 Stück.
EWS-Klasse 67
…?

### Diesellokomotiven Iran
Alstom Prima DE 43 C AC
…?

### Diesellokomotiven USA
NJT PL42AC
Nahverkehrszüge von New Jersey Transit, vierachsig; 33 Stück

## Prima II

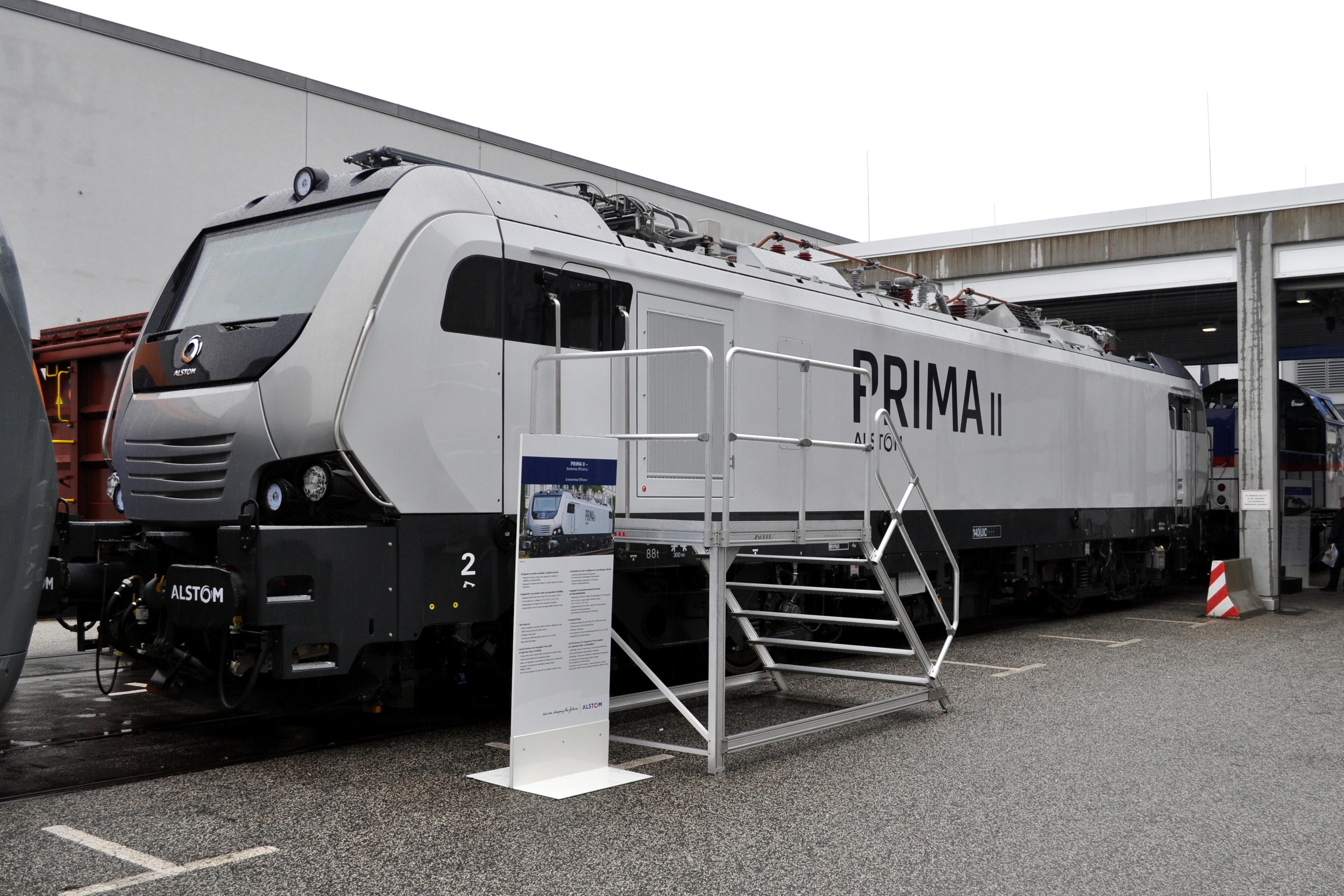
Alstom Prima II auf der InnoTrans 2010 in Berlin

Am 20. Mai 2008 hat Alstom in Belfort (Frankreich) seine neue Lokomotivplattform Prima II vorgestellt.

### Technik
Die Antriebe der Fahrzeuge werden mit IGBT-Wechselrichtern ausgestattet. Die Fahrzeuge sind modular aufgebaut und können mit vier verschiedenen Spannungen (25 kV, 50 Hz und 15 kV, 16,7 Hz Einphasenwechselspannung sowie 1,5 kV und 3 kV Gleichspannung) betrieben werden. Mit diesen Spannungen kann die Prima II, abhängig von der vom Kunden gewählten Konfiguration für Güter- oder Reiseverkehr, Leistungen zwischen 4 und 6,4 MW erbringen und Geschwindigkeiten von 140 bis 200 km/h erreichen. Die sechsachsige Version für den schweren Güterverkehr erreicht eine Leistung von 9,6 MW sowie eine Höchstgeschwindigkeit von 120 km/h. Wie beim AGV wurde das Bedienpult nach dem europäischen EUDD-Standard (European Driver’s Desk) ausgelegt. Diese zielen darauf ab, die Bedienpulte herstellerunabhängig sowie ergonomisch für die Lokführer zu gestalten.

### Export nach Marokko
Im November 2007 wurden vom Erstkunden für die neue Prima-Generation, der Marokkanischen Staatsbahn (ONCF), 20 elektrische Lokomotiven bestellt. Sie werden seit 2010 im gesamten marokkanischen Bahnnetz im Güter- und Reiseverkehr eingesetzt.
2019 begann die Auslieferung einer zweiten Serie von 30 Lokomotiven, die als Prima M4 bezeichnet werden. Sie haben eine Leistung von 5500 kW und eine Höchstgeschwindigkeit von 160 km/h.

## Prima T8 und M4
Alstom entwickelte zwei Lokomotivtypen für den Einsatz im asiatischen Raum. In Kooperation mit lokalen Herstellern entstanden neue Werke in Kasachstan und Indien. Die Prima T8 ist eine elektrische Doppellokomotive vor allem für den Güterverkehr, während die vierachsige Prima M4 vor Personen- und Güterzügen eingesetzt werden kann.

### Kasachstan
Auf der Grundlage der Konstruktion der Prima II wurden für Kasachstan elektrische Doppellokomotiven der Baureihe KZ8A für den Güterverkehr entwickelt und 200 Stück bestellt. Darüber hinaus wurde eine Baureihe KZ4AT als Personenzugvariante für Kasachstan auf der Basis der Prima-Lokomotiven realisiert und 95 Stück bestellt. Nach der Pilotserie werden beide Lokomotivtypen in Kasachstan produziert.
Auf der Basis der vierachsigen Personenzuglokomotive KZ4AT wurden 2014 seitens der aserbaidschanischen Eisenbahn Azərbaycan Dəmir Yolları (ADY) eine Serie von 10 Reisezuglokomotiven AZ4A bestellt, die unter der Bezeichnung Prima M4 bei Alstom in Frankreich hergestellt werden. Die erste Lokomotive wurde im Oktober 2017 fertiggestellt. Diese Lokomotiven erreichen eine Höchstgeschwindigkeit von 160 km/h und sind als Zweisystemfahrzeuge sowohl für 25 kV Wechselspannung als auch für 3 kV Gleichspannung geeignet.
Von der kasachischen KZ8A wurde eine Doppellokomotive für den Güterverkehr in Aserbaidschan abgeleitet, die als AZ8A bezeichnet wird.

### Russland
Ein Joint Venture von Transmashholding und Alstom entwickelte die Baureihe EP20 für die russische Eisenbahn RŽD. Eine Besonderheit ist der Antrieb durch sechs Achsen in drei Drehgestellen. 200 Stück davon wurden im Jahr 2010 für den schnellen Reiseverkehr bestellt.
Unter Verwendung möglichst vieler Bauteile der Baureihe EP20 wurde vom gleichen Konsortium eine Mehrfachlokomotive für den Güterverkehr unter der Bezeichnung 2ES5 für die RŽD entwickelt.

### Indien
Seit 2018 werden 800 Doppellokomotiven der Klasse WAG-12 an die Indian Railways geliefert. Die von Alstom als Prima T8 bezeichneten Breitspurlokomotiven sind vor allem für den Containerverkehr vorgesehen.

## Prima H3
Eine komplette Neuentwicklung von Alstom Stendal ist der Typ H3, der konstruktiv keine Gemeinsamkeiten mit den anderen Prima-Baureihen aufweist. Es ist eine dreiachsige dieselelektrische Hybridlokomotive, bei der ein Akkumulator als Energiezwischenspeicher dient. Dadurch ist eine energieeffiziente Nutzung sowohl im reinen Akkumulatorbetrieb, durch Energiespeicherung beim Bremsen und als Beschleunigungshilfe möglich.

## Technische Daten
|                       | Prima                                             | Prima II                                          |
| --------------------- | ------------------------------------------------- | ------------------------------------------------- |
| Länge                 | 19,52 m                                           | 19,5 m                                            |
| Breite                | 2,85 m                                            | 2,86 m                                            |
| Achslast              | bis zu 22,5 t                                     | 22–22,5 t                                         |
| Leistung              | 4,2 MW                                            | <6,4 MW                                           |
| Anfahrzugkraft        | 320 kN                                            | 320 kN                                            |
| Höchstgeschwindigkeit | 140 km/h bzw. 200 km/h                            | 140 km/h bzw. 200 km/h                            |
| Fahrleitungsspannung  | 1,5 kV= / 3 kV= / 15 kV, 16,7 Hz~ / 25 kV, 50 Hz~ | 1,5 kV= / 3 kV= / 15 kV, 16,7 Hz~ / 25 kV, 50 Hz~ |
| Führerstand           | nach UIC-651-Norm                                 | Entspricht EU-DD                                  |
| Zugbeeinflussung      |                                                   | ETCS-Fahrzeugausrüstung                           |

1. ↑  Im Gegensatz zur Prima I ist die volle Leistung auch beim regenerativen Bremsen erreichbar
2. ↑  Unterschiedliche Varianten möglich, teilweise reduziert sich die mögliche Leistung
3. ↑  Andere Zugbeeinflussungseinrichtungen sollen als STM integriert werden